# Chrysocale quadripunctata
Chrysocale quadripunctata là một loài bướm đêm thuộc phân họ Arctiinae, họ Erebidae.